# نويل ديفيز
نويل ديفيز (بالإنجليزية: Noel Davies)‏ هو شخصية أعمال بريطاني، ولد في 2 ديسمبر 1933، وتوفي في 10 فبراير 2015.